# Sherlock Holmes : Le Mystère de la ville de glace
Sherlock Holmes : Le Mystère de la ville de glace  est un jeu vidéo pour Nintendo 3DS de type casual, développé par Frogwares. Le jeu a été annoncé le 23 septembre 2011 et est sorti en France le 2 novembre 2012. Le jeu est sorti en anglais sous le titre Sherlock Holmes: The Mystery of the Frozen City.

## Synopsis
Sherlock Holmes doit enquêter sur une intense vague de froid accompagnée d'une abondante tempête de neige qui paralyse la ville de Londres où il réside. Ces événements ne semblent pas d'origine purement naturelle.

## Accueil
- Adventure Gamers : 2,5/5[3]
- Jeuxvideo.com : 12/20[4]